# Zólyom (comitat)
Zólyom (hongrois : Zólyom ou Zólyom vármegye ; allemand : Komitat Sohl ; latin : Comitatus Zoliensis ; slovaque : Zvolenská župa ou Zvolenský komitát) est un ancien comitat du royaume de Hongrie entre le XIIe siècle et 1918. Il est l'héritier de l'Ispanie forestière de Zólyom.

## Nom et attributs
Le comitat tient  son nom de la ville de Zólyom (actuelle Zvolen), siège du comitat du XVe siècle jusqu'aux années 1760.